# Fiódor Smólov
Fiódor Mijáilovich Smólov (Sarátov, Unión Soviética, 9 de febrero de 1990) es un futbolista ruso que juega como delantero y se encuentra sin equipo tras abandonar el F. C. Krasnodar.

## Selección nacional

### Selecciones juveniles
Ha sido internacional con la selección de fútbol sub-21 de Rusia.

### Selección absoluta
El 6 de noviembre de 2012 se anunció que fue convocado por primera vez a la selección absoluta, con miras a un amistoso ante los Estados Unidos en Krasnodar el 14 de noviembre. Anotó su primer gol con la selección a los 9 minutos del comienzo de ese partido, pero se lesionó haciendo el gol, por la razón que tuvo que abandonar el campo deportivo.
El 4 de junio de 2018 el seleccionador Stanislav Cherchésov le incluyó en la lista de 23 para el Mundial. A pesar de perder la titularidad con Artiom Dziuba, disputó los cinco partidos de Rusia en el torneo en el que consiguió alcanzar los cuartos de final. Tuvo la responsabilidad de patear el primer penal en la definición contra Croacia en los cuartos de final, y lo entregó a las manos del arquero croata.

## Clubes
| Club                         | País         | Año       |
| ---------------------------- | ------------ | --------- |
| F. C. Dinamo Moscú           | Rusia        | 2008-2010 |
| Feyenoord                    | Países Bajos | 2010      |
| F. C. Dinamo Moscú           | Rusia        | 2011-2014 |
| F. C. Anzhi Majachkala       | Rusia        | 2012-2014 |
| F. C. Ural Sverdlovsk Oblast | Rusia        | 2014-2015 |
| F. C. Krasnodar              | Rusia        | 2015-2018 |
| F. C. Lokomotiv Moscú        | Rusia        | 2018-2022 |
| R. C. Celta de Vigo (cedido) | España       | 2020      |
| F. C. Dinamo Moscú           | Rusia        | 2022-2024 |
| F. C. Krasondar              | Rusia        | 2024-2025 |

## Palmarés

### Títulos nacionales
| Título                | Club                  | País  | Año  |
| --------------------- | --------------------- | ----- | ---- |
| Copa de Rusia         | F. C. Lokomotiv Moscú | Rusia | 2019 |
| Supercopa de Rusia    | F. C. Lokomotiv Moscú | Rusia | 2019 |
| Copa de Rusia         | F. C. Lokomotiv Moscú | Rusia | 2021 |
| Liga Premier de Rusia | F. C. Krasnodar       | Rusia | 2025 |